# Johann Siegismund von Lattorff
Johann Siegismund von Lattorf (* 23. Juni 1699 auf Gut Großen-Salza; † 3. September 1761 ebenda) war ein preußischer Generalmajor, Chef des Infanterie-Regiments Nr. 1 sowie Amtshauptmann zu Rhein und Erbherr von Großen-Salza.

## Leben

### Herkunft und Familie
Johann Siegismund war Angehöriger des anhaltinischen Adelsgeschlechts von Lattorff. Seine Eltern waren Hans Wilhelm von Lattorf und dessen dritte Ehefrau Katharina Sophie von Hänichen. Der preußische Generalleutnant Christoph Friedrich von Lattorf war sein Bruder. Er selbst blieb unvermählt und hinterließ auch kein Leibeserben.

### Werdegang
Er wurde zunächst zu Hause erzogen und kam dann als Page an den Hof in Zerbst. Nachdem er dort einige Jahre verbracht hatte, kam er 1713 in das preußische Infanterie-Regiment Nr. 13. Bei der
Belagerung von Stralsund 1715 war er bereits Fahnenjunker und am 7. Oktober 1718 wurde er Fähnrich. Er beantragte seinen Abschied, den er am 30. Mai 1719 erhielt, kehrte aber bald zur Armee zurück und wurde am 7. Oktober 1721 Seconde-Lieutenant. Am 11. Mai 1730 wurde er Premier-Lieutenant und erhielt am 25. Februar 1737 eine eigene Kompanie. Im Ersten Schlesischen Krieg kämpfte er in der Schlacht bei Mollwitz. Er hielt sich mit dem I. Bataillon des Infanterie-Regiments Nr. 13 1741 in dem kleinen Ort Lesch in Mähren auf, als der österreichische Oberst Tercy mit 4000 Mann angriff. Lattorff konnte sich mit dem Bataillon zurückziehen, musste aber sein komplettes Gepäck zurücklassen. Für die erfolgreiche Aktion erhielt er den Orden Pour le Mérite. Am 1. Juni 1742 wurde er Major und nahm an den Schlachten von Hohenfriedberg, Soor und Kesselsdorf teil.
Nach den Schlesischen Kriegen ernannte ihn der König am 24. Mai 1750 zum Oberstleutnant und am 11. September 1754 zum Oberst und Kommandeur des Infanterie-Regiments Nr. 13. Am 30. Mai 1756 wurde Lattorff die Amtsmannschaft von Rein in Preußen übertragen.
Im Siebenjährigen Krieg marschierte er am 23. August 1756 mit dem Regiment nach Sachsen. Er kämpfte in den Schlachten von Lobositz, Prag und Roßbach. Am 2. Dezember 1757 wurde Lattorff zum Generalmajor befördert. In diesem Jahr war er bei der Vorhut des Königs. Er erhielt einen Streifschuss an der Lende und verlor durch einen weiteren Schuss das linke Auge. Am 5. Januar 1758 erhielt er das Infanterie-Regiment Nr. 1 (Winterfeld). Er blieb mit dem Regiment in Schlesien, als der König zur Schlacht bei Zorndorf aufbrach. Lattorff war jedoch durch den Verlust seines Auges behindert und bat daher am 2. Februar 1760 um seinen Abschied, der bereits am 4. Februar genehmigt wurde. Er bekam eine Pension von 1000 Talern und zog sich auf sein Gut Großen-Salza zurück, wo er am 3. September 1763 verstarb und begraben wurde. Er war nicht verheiratet.